# El Madroño
El Madroño – gmina w Hiszpanii, w prowincji Sewilla, w Andaluzji, o powierzchni 102,88 km². W 2011 roku gmina liczyła 324 mieszkańców. Położona jest na wysokości 350 metrów i 77 kilometrów od stolicy prowincji Sewilli.